# Politieke hiphop
Politieke hiphop is een subgenre van de hiphopmuziek, wat ontstond in de jaren 1980. In dit genre gebruiken de artiesten over het algemeen het medium hiphopmuziek om commentaar te geven op sociaal-politieke kwesties en sturen zij politieke boodschappen om tot actie te inspireren, sociale verandering te creëren of om de luisteraar van een bepaald wereldbeeld te overtuigen. Het door The Last Poets en Gil Scott-Heron geïnspireerde Public Enemy was een van de eerste politieke hiphopgroepen.
Politieke hiphop heeft bijgedragen aan het creëren van een nieuwe vorm van sociale expressie voor ondergeschikte groepen om te spreken over hun uitsluitingen, onrechtvaardigheid en gebrek aan macht. Er is geen allesomvattende politieke hiphopideologie; er zijn meerdere perspectieven. Een aantal prominente ideologieën zijn zwart nationalisme, marxisme, anarchisme en socialisme.

## Artiesten
- Public Enemy
- Dead Prez
- Immortal Technique
- 2Pac
- Common
- Mos Def
- Talib Kweli
- Kendrick Lamar
- Nas
- Zack de la Rocha
- Jedi Mind Tricks